# Dzięciolik ziemny
Dzięciolik ziemny, dzięcioł ziemny (Geocolaptes olivaceus) – gatunek średniej wielkości naziemnego ptaka z rodziny dzięciołowatych (Picidae), występujący w Afryce Południowej. Jest bliski zagrożenia wyginięciem.

## Systematyka
Gatunek po raz pierwszy zgodnie z zasadami nazewnictwa binominalnego opisał w 1788 roku niemiecki zoolog Johann Friedrich Gmelin w 13. edycji Systema Naturae. Autor nadał mu nazwę Picus olivaceus, a jako miejsce typowe wskazał Przylądek Dobrej Nadziei. Obecnie gatunek umieszczany jest w rodzaju Geocolaptes, którego jest jedynym przedstawicielem. 
Jest to gatunek monotypowy. Opisano podgatunki theresae, petrobates i prometheus, ale nie są one uznawane.

## Morfologia

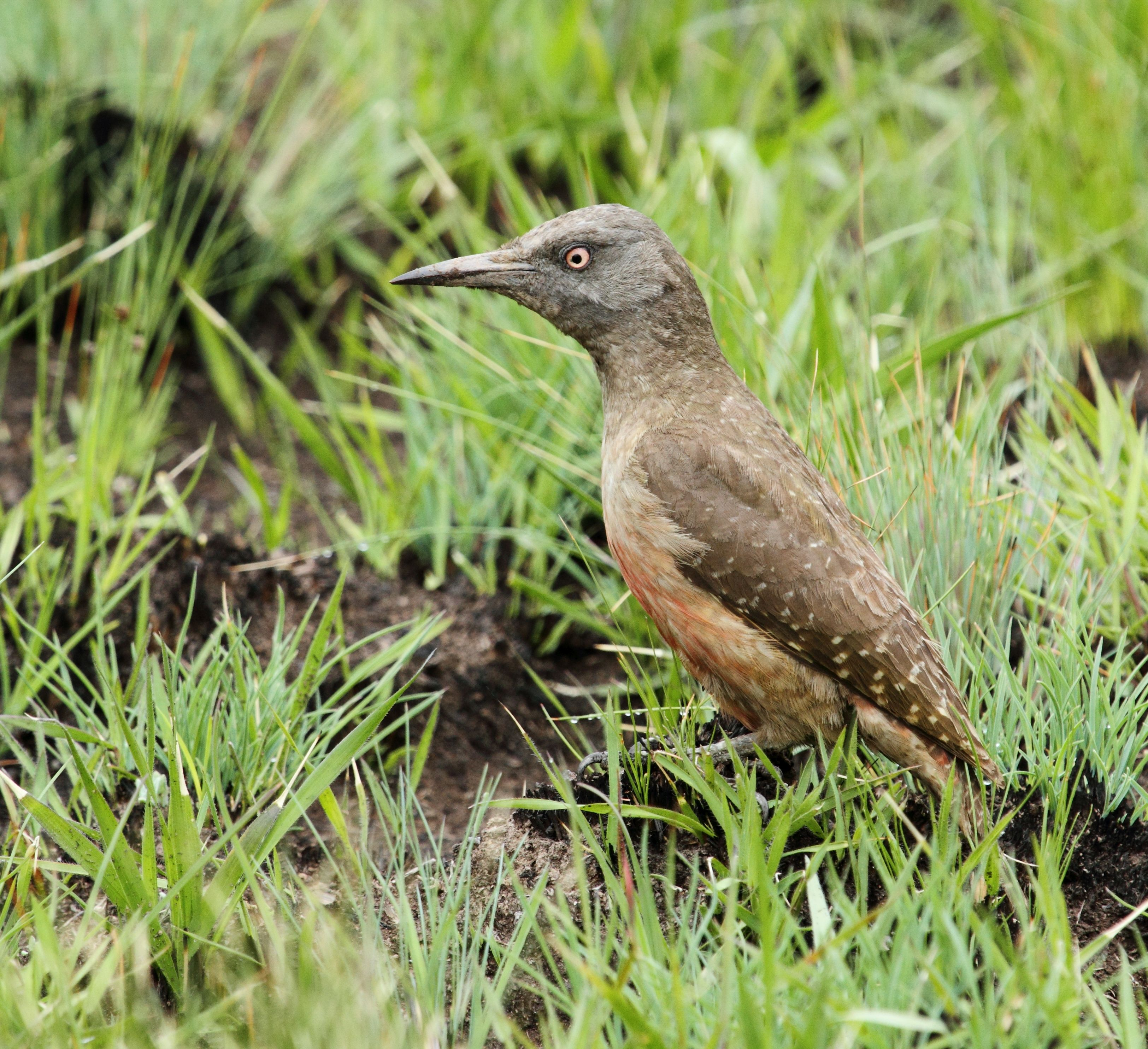
Żerujący dzięciolik ziemny

Długość ciała 22–30 cm; masa ciała 105–134 g. Szary kaptur, różowobiałe tęczówki i ciemny pasek policzkowy u samca. Wierzch ciała ciemnozielonkawobrązowy z prążkami i małymi jasnymi plamkami. Brzuch szkarłatny, pierś różowo-czerwona. W locie widoczny czerwony kuper.

## Zasięg, środowisko
Południowe rejony Afryki – RPA, Lesotho i Eswatini. Pospolity na stosunkowo otwartych trawiastych lub skalistych wyżynach, aż do 2100 m n.p.m. Osiadły lub koczujący.

## Zachowanie
Żyje w parach lub małych stadach, żerując na ziemi.

## Status
IUCN od 2017 roku uznaje dzięciolika ziemnego za gatunek bliski zagrożenia (NT, Near Threatened);  wcześniej, od 2000 roku klasyfikowano go jako gatunek najmniejszej troski (LC, Least Concern), od 1994 jako gatunek bliski zagrożenia, a od 1988 jako gatunek najmniejszej troski. Liczebność populacji nie została oszacowana, ale ptak ten opisywany jest jako pospolity w większości zasięgu występowania. BirdLife International uznaje trend liczebności populacji za spadkowy.